# Beko (Foho-Ai-Lico)
Beko ist eine osttimoresische Siedlung im Suco Foho-Ai-Lico (Verwaltungsamt Hato-Udo, Gemeinde Ainaro).
Das Dorf wird durch die südliche Küstenstraße Osttimors, die hier weiter landeinwärts verläuft, in zwei Teile geteilt. Nordwestlich der Straße gehören die Häuser zur Aldeia Baha, südöstlich zur Aldeia Raimerlau. Beko liegt auf einer Meereshöhe von 174 m. Südwestlich liegt der Nachbarort Kulolola, nördlich das Dorf Kaisera.